# Арташонов, Игорь Геннадьевич
Игорь Геннадьевич Арташонов (17 марта 1964, Караганда — 18 июля 2015, Москва) — российский актёр театра и кино. Актёр МХТ имени А. П. Чехова (1991—2001).

## Биография
Родился 17 марта 1964 года в Караганде.
В 1991 году окончил Школу-студию МХАТ (курс Василия Маркова). Учился в Британо-американской академии искусств (ВОДА), Оксфорд, Великобритания. С 1990-х годов играл на сцене московских театров в спектаклях Олега Ефремова, Александра Калягина и Дмитрия Брусникина.
Наиболее известные роли в кино — убийца-рецидивист Митя Сухой в сериале «Зона» и Паха в «Бумере 2».
Был женат на актрисе Кристине Рубан.
Скончался 18 июля 2015 года в Москве на 52-м году жизни. Причиной смерти стала тромбоэмболия. Похоронен на Троекуровском кладбище (уч. 21). В 2021 году на могиле установлен памятник.

## Театральная карьера
С 1991 по 2001 год — актёр МХТ имени А. П. Чехова:
- Клодей — «Олень и шалашовка»
- Костоглотов — «Раковый корпус»
- Трелецкий — «Платонов»
- Виктор Тараканов — «Плач в пригоршню»
- Тихон — «Гроза»
- Шут — «Где-то копилось возмездие»
- Клоун — «Арена»
- Судебный пристав — «Тартюф», Ж.-Б. Мольер
- Генрих IV — «Генрих IV»
- Франскатти — «Фиалки Монмартра»
- Геша Чмыхалов — «Новый американец»
- Безумный Варфоломей — «Кабала святош»

С 2001 по 2006 год — актёр Театра «Фабрика театральных событий» под руководством М. Горевого:
- Флеминг — «Черта»
- Негр — «Люди и мыши»

С 2006 по 2007 год — актёр Театра «Et cetera» под руководством Александра Калягина:
- Балике — «Барабаны в ночи», Б. Брехт (реж. У. Баялиев)
- Врач — «Подавлять и возбуждать», М. Курочкин (реж. А. Калягин).

## Фильмография
- 1989 — Делай-раз! — командир взвода (в титрах — С. Арташенов)
- 1990 — Закат — Соломон
- 2001 — Нина — Егор
- 2001 — Семейные тайны — эпизод
- 2001 — Сыщики — Рудик
- 2002 — Копейка — Владимир Высоцкий
- 2002 — Две судьбы —
- 2002 — Чёрный мяч — старшина
- 2002 — Марш Турецкого 3 (серия «Секта») — милиционер на дороге
- 2003—2009 — Адвокат — Андрей Брылястов (серия «Тёмная комната»)
- 2003 — На углу, Патриарших 3 — бандит
- 2004 — МУР есть МУР — «Рябой»
- 2005 — Две судьбы 2. Золотая клетка — Костя Бушун
- 2006 — Бумер. Фильм второй — Зверев
- 2005 — Зона — Митя Сухой, зэк
- 2005 — Солдаты 4 — прапорщик
- 2005 — Подкидной — Паша Чичик, бандит
- 2005 — МУР есть МУР 2 — Рябой
- 2005 — Примадонна — Сильвер
- 2005 — С Новым годом, папа! —
- 2006 — Большая любовь — таксист
- 2006 — Молодые и злые
- 2006 — Национальное достояние — бандит
- 2006 — Офицеры — добрый следователь
- 2006 — Охота на пиранью — Нечаев
- 2006 — Рельсы счастья — Ворон
- 2007 — Атлантида — Валерий
- 2007 — Возвращение Турецкого — куренной атаман
- 2007 — Дом на набережной
- 2007 — Заражение (Contamination) — Сергей Дмитриевич
- 2007 — Капкан — Сеня Кадык
- 2007 — Учитель в законе — Крыса
- 2007 — Поцелуи падших ангелов — Бек
- 2007 — Ликвидация — Эва Радзакис
- 2008 — Полиция Хоккайдо. Русский отдел — Илья
- 2008 — Наследство — бармен Костя
- 2008 — Знахарь — Аркадий Андреевич Хопин, криминальный бизнесмен
- 2008 — Батюшка — Митя Лесков
- 2008 — Неидеальная женщина — грузчик Борисыч
- 2008 — С.С.Д. — Сергей Андреевич Топильский, следователь
- 2008 — Спасите наши души
- 2008 — Срочно в номер-2 («Икона»)
- 2008 — Универ — дядя Гриша, бывший партнёр Сильвестра Андреевича
- 2008 — Суд — Хохлов, водитель маршрутки («Маршрутка»)
- 2009 — Телохранитель-3 — Олег Иванович Литвинов
- 2009 — Исаев — Аполлинер Прибылов
- 2009 — Дикий — «Гвоздь»
- 2010 — Банды — Вадим Суслов, бандит
- 2010 — «Алиби» на двоих (фильм 10-й «Стритрейсеры») — распорядитель на гонках
- 2011 — Чёрные волки — Сёма, старшина военно-строительной части
- 2011 — Жизнь и приключения Мишки Япончика — Гуля
- 2011 — Жуков — Василий Иванович Чуйков
- 2011 — Бабло — инспектор ДПС
- 2011 — Три дня лейтенанта Кравцова — рядовой Фиалка
- 2011 — Лектор — следователь ФСБ
- 2011 — Профиль убийцы — Василий Геннадьевич Федорин
- 2012 — Телохранитель-4 — Олег Иванович Литвинов
- 2013 — Истребители — Филин
- 2013—2014 — Молодёжка — Василий Семёнович Пономарёв, отец Михаила Пономарёва
- 2013 — Сын отца народов — Бровкин
- 2013 — Убить Сталина — Капитан Самарин
- 2014 — Отмена всех ограничений — Следователь Рябинин
- 2014 — Волчье солнце — Злотый, контрабандист
- 2015 — Власик. Тень Сталина — Николай Ежов
- 2016 — Человек без прошлого — Дронов